# North American BT-9
El North American BT-9 fue un avión de entrenamiento primario, monoplano de ala baja monomotor, que sirvió en el Cuerpo Aéreo del Ejército de los Estados Unidos (USAAC) antes y durante la Segunda Guerra Mundial. Fue contemporáneo del entrenador biplano Kaydet y fue usado por pilotos en el Entrenamiento Básico de Vuelo tras completar el Primario en el Kaydet. El NJ-1, que era similar al único BT-10, fue usado por la Armada estadounidense.

## Diseño y desarrollo

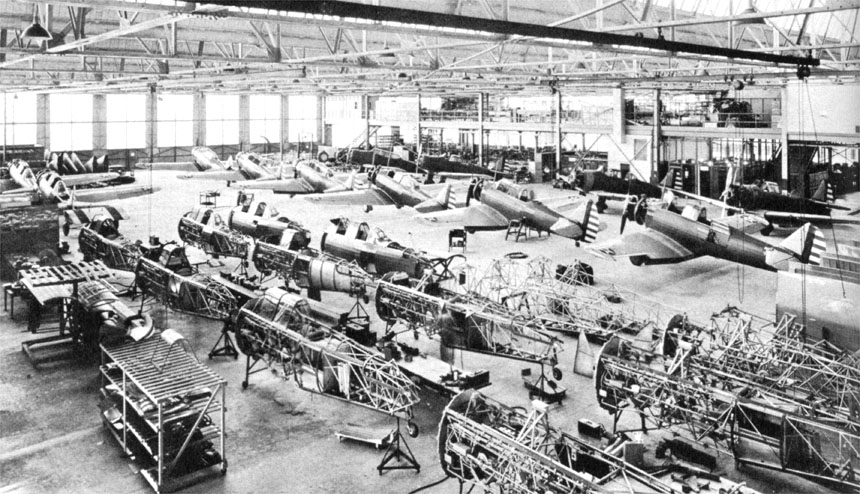
Producción del BT-9 en 1936.

El BT-9, designado NA-19 por el fabricante, evolucionó desde el North American NA-16, que voló por primera vez en abril de 1935. El diseño BT-9 lo hizo en abril de 1936.
Las superficies de control de alas y cola estaban recubiertas de tela, así como los lados del fuselaje, justo desde detrás del cortafuegos de la cola. El resto de la aeronave estaba recubierto de metal y presentaba un tren de aterrizaje fijo (no retráctil). El Cuerpo Aéreo del Ejército compró un total de 199 BT-9, BT-9A y BT-9B. Muchos países extranjeros también usaron variantes de esta aeronave bajo la designación NA-16 de North American.
El primer BT-9C (matrícula 37-383) fue construido con un motor Pratt & Whitney R-1340-41, pero por otro lado era similar a los BT-9C normales. Fue entregado como Y1BT-10, y más tarde fue redesignado BT-10.
El BT-9D fue un prototipo único que probó una serie de ideas que entraron en producción como BT-14 (NA-58), del que el similar North American NA-64 Yale representaba una importante mejora aerodinámica sobre la serie NA-16, con un fuselaje más largo totalmente metálico reemplazando el recubrimiento de tela de los anteriores NA-16. El BT-14 presentaba un motor Pratt & Whitney R-985 Wasp Junior en lugar del Wright R-975 Whirlwind usado en el BT-9. Así como el recubrimiento metálico reemplazó a la tela en el fuselaje, el empenaje fue movido ligeramente hacia detrás, alargando el fuselaje trasero, mientras que el motor fue movido hacia delante para mantener el centro de gravedad. El timón también fue cambiado de la forma redondeada usada previamente a una con forma casi triangular, con la parte más amplia estando en la zona inferior; y la cubierta también fue rediseñada. El nuevo fuselaje proporcionaría la base de toda la familia AT-6, cuando fue equipado con el más grande motor Pratt & Whitney R-1340 Wasp, una nueva ala con tren de aterrizaje retráctil y cambios menores para instalar un puesto de artillero.
El BT-9 padecía problemas de pérdida/barrena y se probaron una serie de soluciones. El USAAC decidió usar temporalmente slats en las últimas versiones. Sin embargo, los slats no funcionaron bien, y el más largo fuselaje y los paneles externos aflechados inversamente del BT-14 , a diferencia de los bordes de fuga rectos del BT-9, ayudaron algo más.

## Variantes

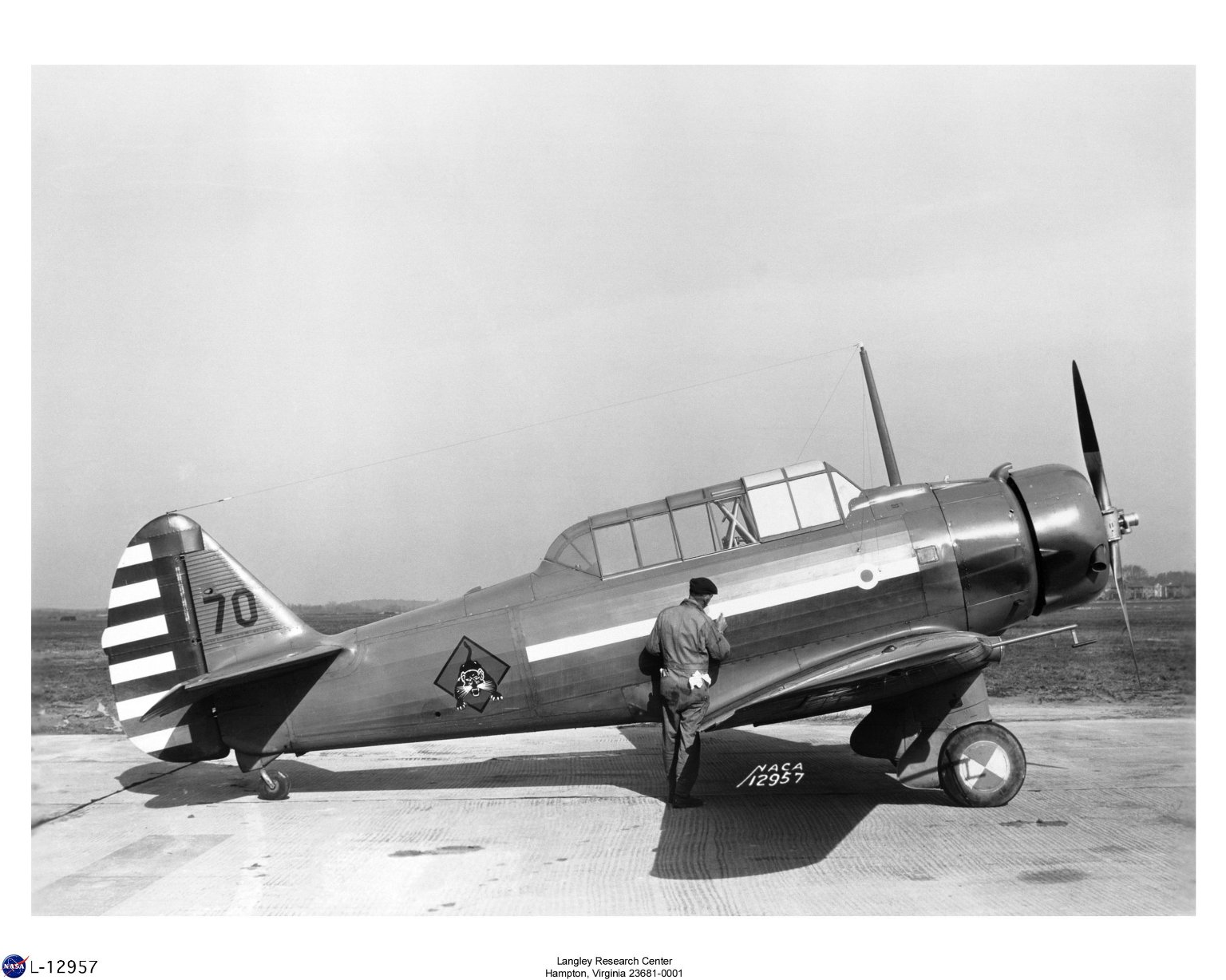
BT-9A en Langley.

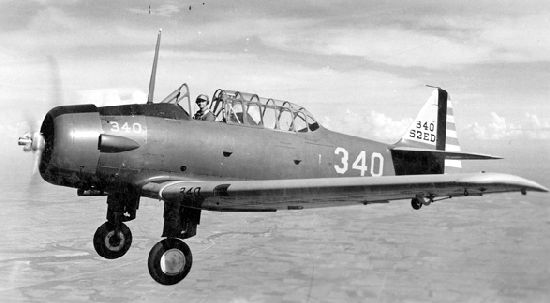
BT-14.

NA-19
Prototipo, uno construido.
BT-9 (NA-19)
Entrenador primario desarmado biplaza para el USAAC, 42 construidos.
BT-9A (NA-19A)
Armado con dos ametralladoras de 7,62 mm, 40 construidos.
BT-9B (NA-23)
Versión desarmada mejorada, 117 construidos.
BT-9C (NA-29)
Similar al BT-9B, pero con algunos cambios en equipamiento, 97 construidos.
BT-9D (NA-26)
Solo un prototipo, que condujo al desarrollo del BT-14.
Y1BT-10, BT-10 (NA-29)
Un prototipo del lote de BT-9C, remotorizado con un R-1340-41 de 600 hp.
NJ-1 (NA-28)
Entrenador primario biplaza para la Armada estadounidense, propulsado por un motor radial Pratt & Whitney R-1340 Wasp de 447 kW (600 hp), 40 construidos.
NJ-2
Último NJ-1, equipado temporalmente con un motor Ranger XV-770 de 1000 hp.
YBT-14
El BT-9D, redesignado como prototipo del BT-14.
BT-14 (NA-58)
Versión avanzada con fuselaje metálico alargado y paneles externos alares del AT-6, propulsado por un motor radial Pratt & Whitney R-985-25 de 336 kW (450 hp), para el USAAC, 285 construidos.
BT-14A
27 BT-14 convertidos para usar el motor radial Pratt & Whitney R-985-11 de 298 kW (400 hp).

## Operadores
Estados Unidos
- Cuerpo Aéreo del Ejército de los Estados Unidos (hasta junio de 1941)
- Fuerzas Aéreas del Ejército de los Estados Unidos (desde junio de 1941)
- Armada de los Estados Unidos

## Supervivientes
BT-9
- BT-9C: ejemplar exportado a Honduras como NA-16-2A, Museo del Aire de Honduras en Toncontín.

BT-14
No existen aeronaves originales, pero varios Yale han sido pintados o modificados parcialmente como BT-14:
- Yale 3450 ex RCAF, para ser restaurado como un BT-14, Commemorative Air Force.
- Yale 3417 ex RCAF, exhibido como un BT-14, Museo Nacional de la Fuerza Aérea de Estados Unidos.

## Especificaciones (BT-9)

### Características generales
- Tripulación: Dos (alumno e instructor)
- Longitud: 8,5 m (27,9 ft)
- Envergadura: 12,8 m (42 ft)
- Altura: 4,1 m (13,5 ft)
- Peso cargado: 2030 kg (4474,1 lb)
- Planta motriz: 1× motor radial de nueve cilindros refrigerado por aire Wright R-975-53.
  - Potencia: 300 kW (414 HP; 408 CV)

### Rendimiento
- Velocidad máxima operativa (Vno): 273 km/h (170 MPH; 147 kt)
- Velocidad crucero (Vc): 235 km/h (146 MPH; 127 kt)
- Alcance: 1411 km (762 nmi; 877 mi)
- Techo de vuelo: 6020 m (19 751 ft)

## Aeronaves relacionadas

### Desarrollos relacionados
- CAC Wirraway
- North American NA-16
- North American T-6 Texan

### Aeronaves similares
- Arado Ar 96
- Fleet Fort
- Aircraft Research BT-11
- Curtiss-Wright CW-19R
- Fleetwings BT-12 Sophomore
- Vultee BT-13/BT-15 Valiant
- Kyushu K10W1

### Secuencias de designación
- Secuencia NA-_ (interna de North American): ← NA-16 - NA-17 - NA-18 - NA-19 - NA-20 - NA-21 - NA-22 - NA-23 - NA-24 - NA-25 - NA-26 - NA-27 - NA-28 - NA-29 - NA-30 - NA-31 - NA-32 - NA-33 -- NA-35 - NA-36 - NA-37 - NA-38 - NA-39 - NA-40 - NA-41 -- NA-55 - NA-56 - NA-57 - NA-58 - NA-59 - NA-60 - NA-61 →
- Secuencia BT-_ (Entrenadores Básicos del USAAC/USAAF, 1930-1948): ← BT-6 - BT-7 - BT-8 - BT-9 - BT-10 - BT-11 - BT-12 - BT-13 - BT-14 - BT-15 - BT-16 - BT-17
- Secuencia N_J (Aviones de Entrenamiento de la Armada estadounidense, 1922-1946 (North American, 1937-1962)): NJ